# Regimentul I de Graniță de la Orlat, Compania a VI-a

Localităţile Companiei a VI-a de graniţă

Compania a VI-a făcea parte din Regimentul I de Graniță de la Orlat în cadrul Graniței Militare din Transilvania (în germană Siebenbürgische Militärgrenze), instituită în anul 1764 de autoritățile imperiale drept cordon sanitaire la frontiera sudică a Principatului Transilvania.